# 11703 Glassman
11703 Glassman este un asteroid din centura principală de asteroizi.

## Descriere
11703 Glassman este un asteroid din centura principală de asteroizi. A fost descoperit pe 20 martie 1998 la Socorro, New Mexico, în cadrul proiectului LINEAR. Asteroidul prezintă o orbită caracterizată de o semiaxă mare de 2,60 ua, o excentricitate de 0,08 și o înclinație de 1,6° în raport cu ecliptica.